# كريستيان غايست
كريستيان غايست (بالسويدية: Christian Geist؛ بالألمانية: Christian Geist) هو ملحن ألماني وسويدي، ولد في 1640 في غوسترو في ألمانيا، وتوفي في 27 سبتمبر 1711 في كوبنهاغن في الدنمارك بسبب طاعون.

## وصلات خارجية
- كريستيان غيست على موقع ميوزك برينز (الإنجليزية)
- كريستيان غيست على موقع ديسكوغز (الإنجليزية)